# Target Corporation

Vroeger logo van Target.

Target Corporation is een Amerikaanse warenhuiswinkelketen. Het bedrijf is in 1902 opgericht als Dayton Dry Goods en uitgegroeid tot de op een na grootste winkelketen in de Verenigde Staten, na Walmart. Het hoofdkantoor bevindt zich in Minneapolis. In 2023 had het 1956 winkels in de Verenigde Staten.
In 1962 werd de eerste winkel onder de naam Target geopend. Het bedrijf heeft drie verschillende namen gehad. Van 1902 tot 1969 heette het Dayton Dry Goods. In 1969 veranderde de naam in Dayton-Hudson, en sinds 2000 heet het bedrijf zelf Target. Het logo van het bedrijf is nu het logo van de winkels: een cirkel in de kleuren rood en wit, als een schietschijf (in het Engels een 'target'). Er bestaat ook een grotere versie van de winkel met de naam SuperTarget.
Omdat Target de reputatie heeft in een wat hoger marktsegment te opereren dan concurrent Walmart, wordt de naam door Amerikanen wel gekscherend op z'n Frans uitgesproken ('tarzjee').
Target verkoopt naast de huismerken ook A-merken.
In de Target winkels wordt in de meeste filialen geen muziek afgespeeld over het PA systeem (dit heeft te maken met een policyregel van Target waarin men denkt dat dit te veel zou afleiden). Vanaf 2017 is dit echter wel geleidelijk veranderd met een vernieuwingstraject van de winkels.
Target is hoofdsponsor van het Target Center en het Target Field.

## Foto's van warenhuizen

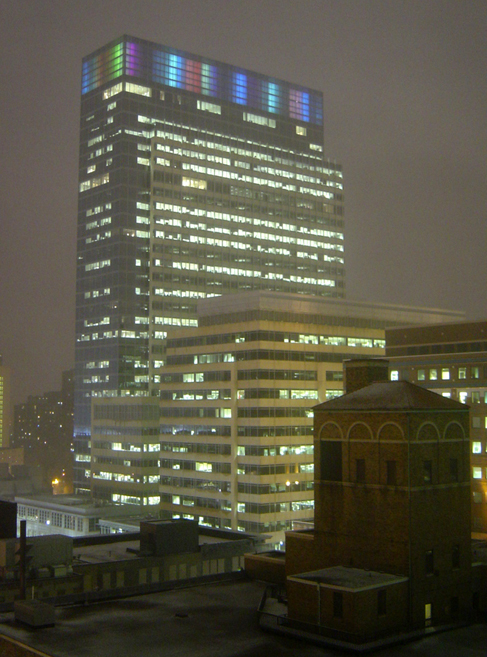
Target Plaza South, deel van het hoofdkantoor in Minnesota, 2005
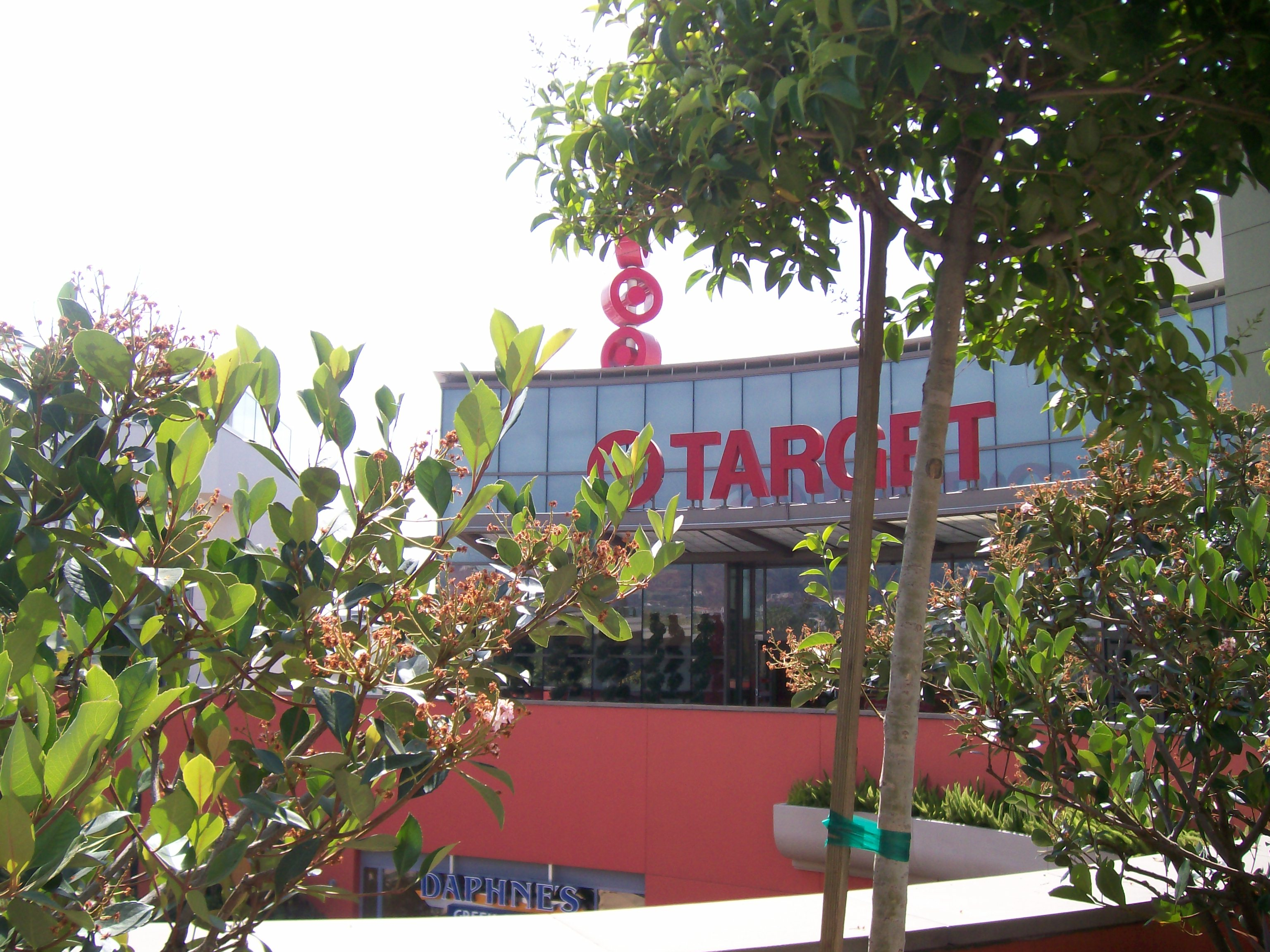
Een Target in West Hollywood, Californië, 2008
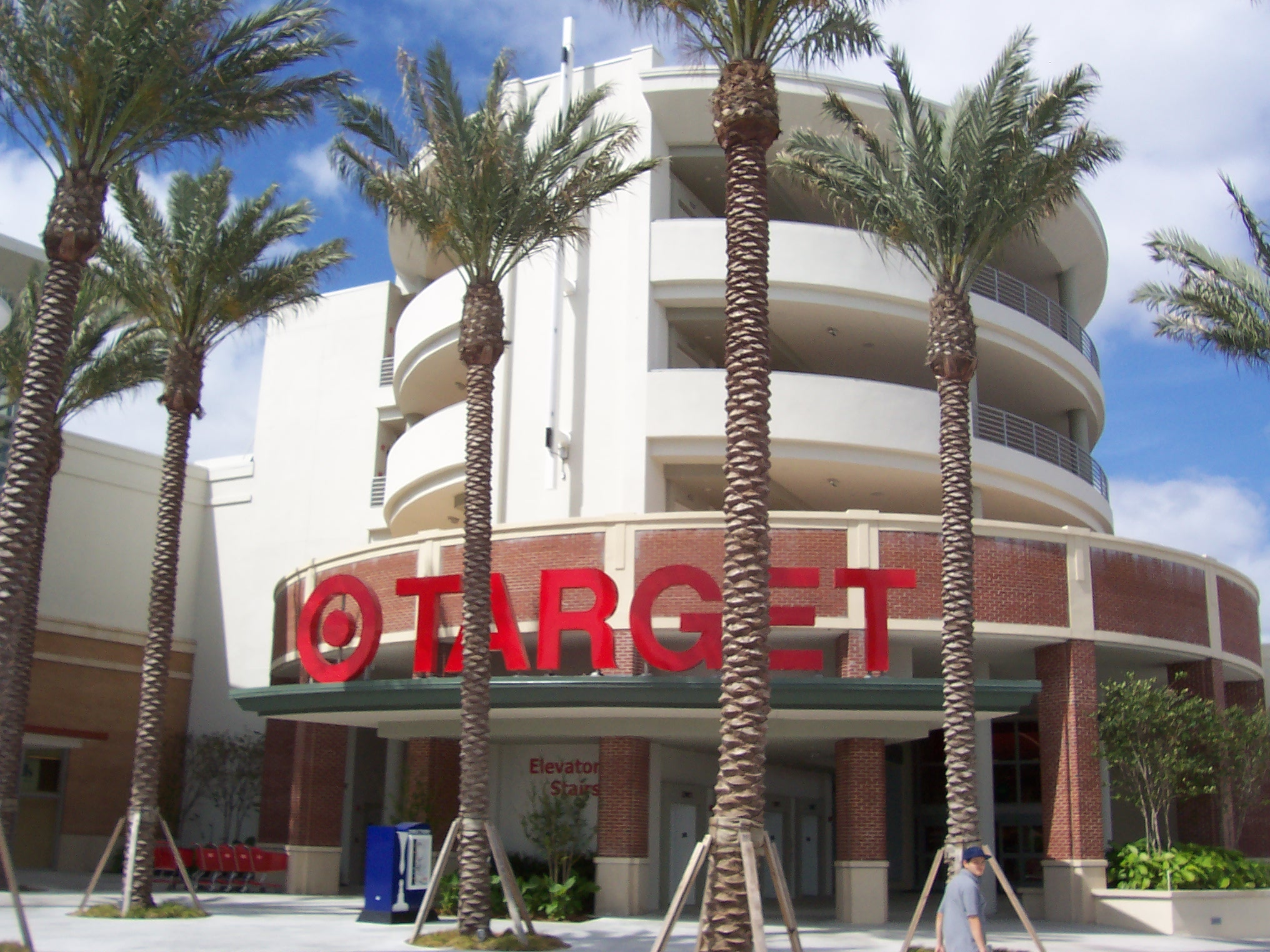
Target in Miami, Florida, 2007
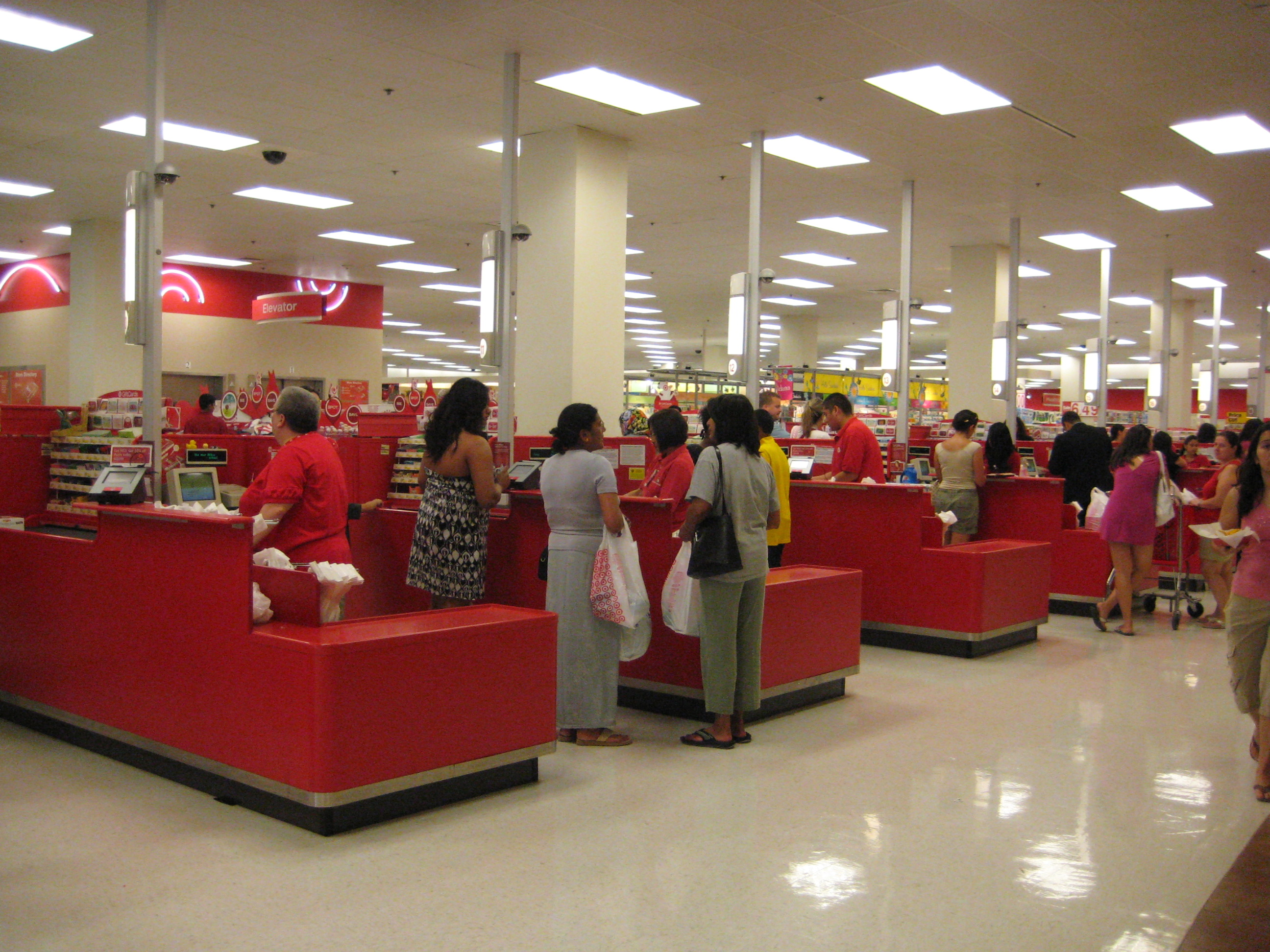
Kassa's van een Target-vestiging, 2008
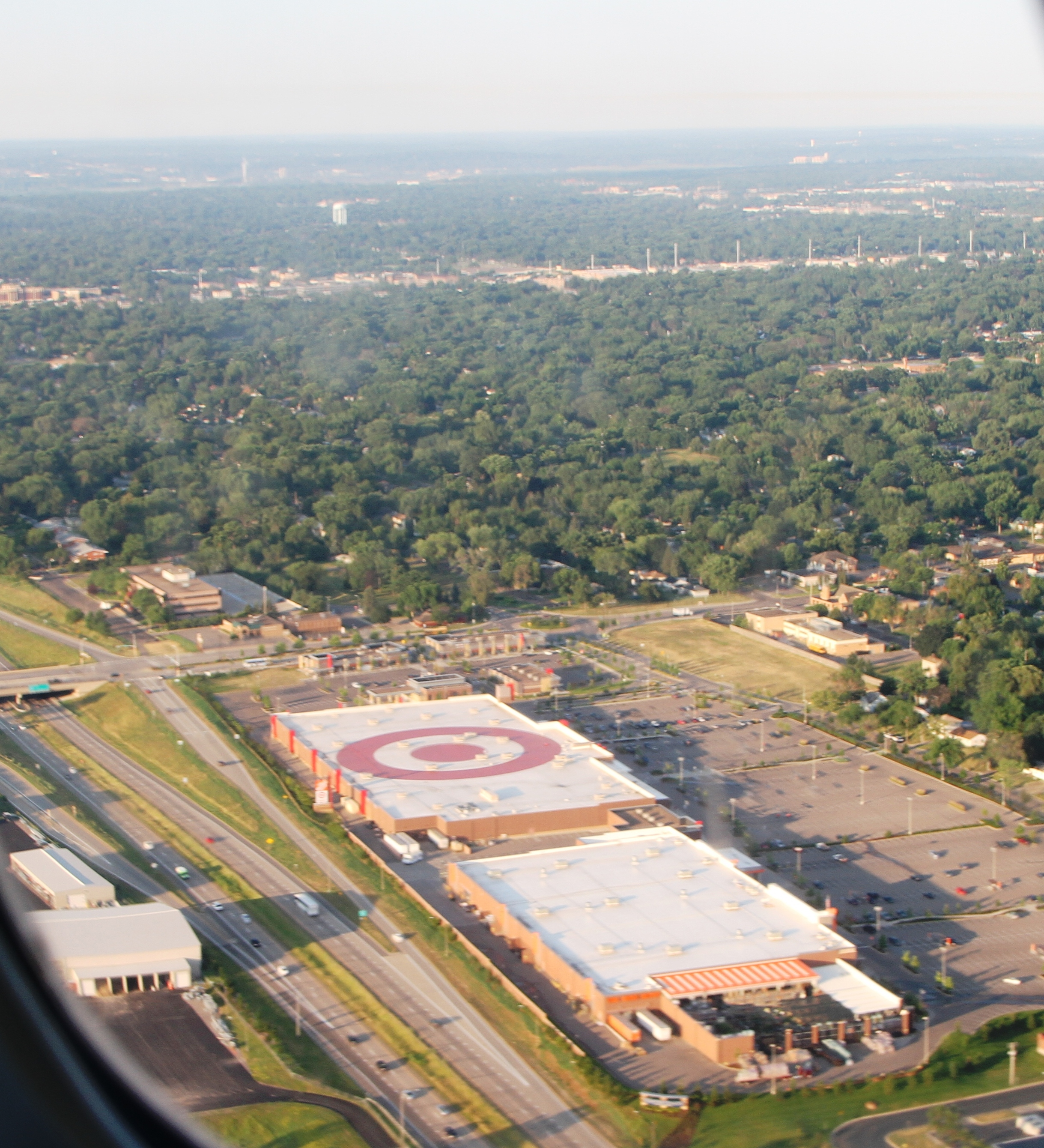
Luchtfoto Super Target bij de Internationale luchthaven Minneapolis-Saint Paul, 2012

## Mascotte

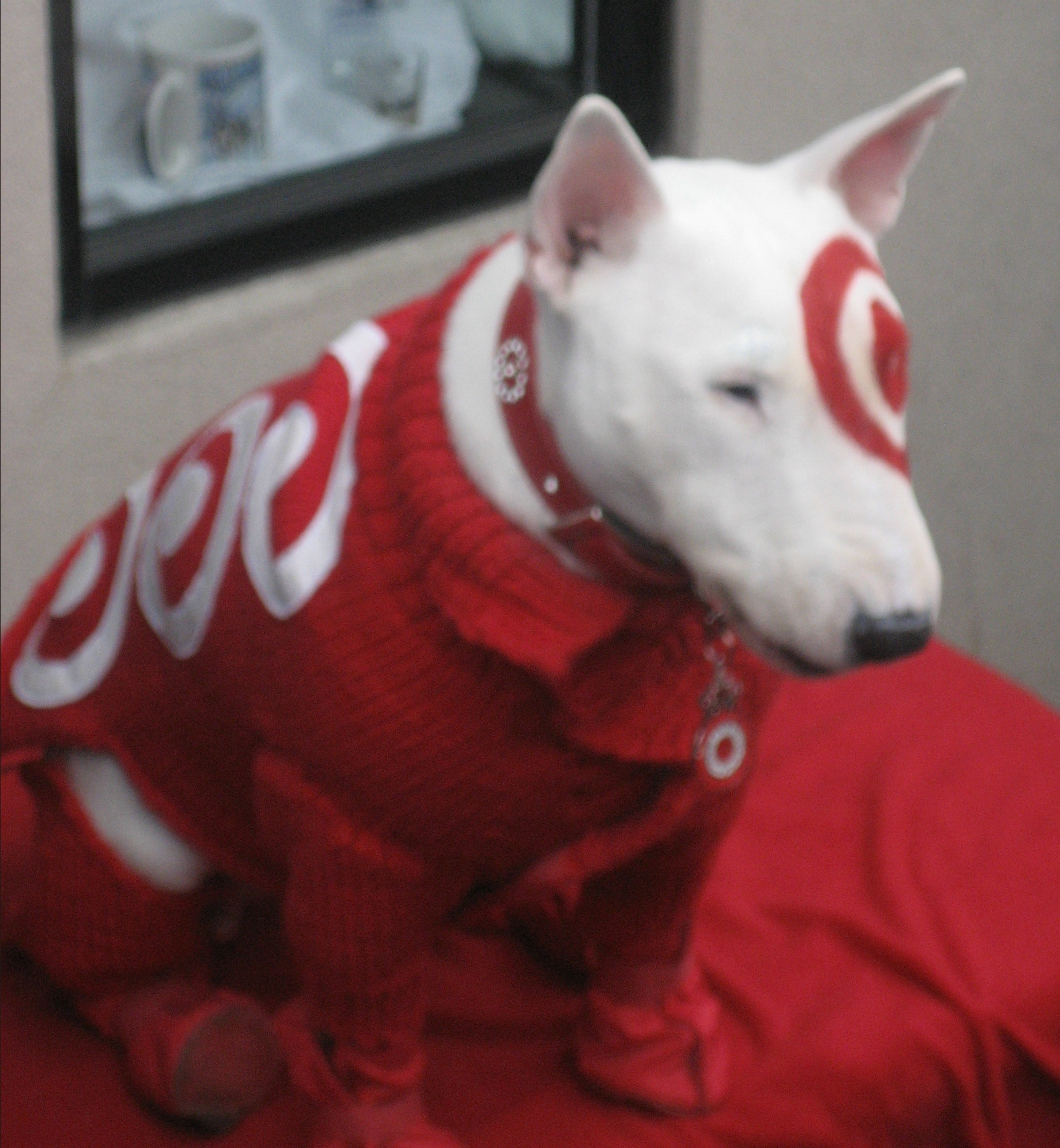
Bullseye, de mascotte van Target.

Target heeft een mascotte onder de naam Bullseye. Bullseye is een witte hond met het logo van Target op zijn voorhoofd.